# Astyochia cetaria
Astyochia cetaria là một loài bướm đêm trong họ Geometridae.